# スナッピー

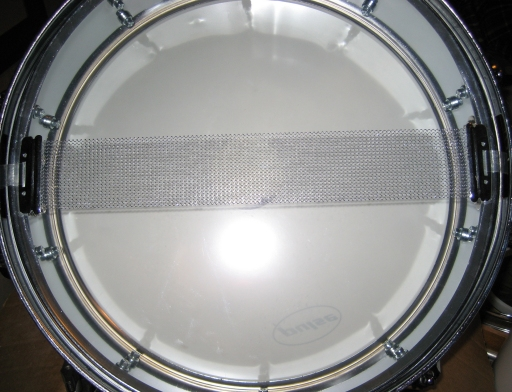
スネアドラムの裏側。中央の帯状のものがスナッピー

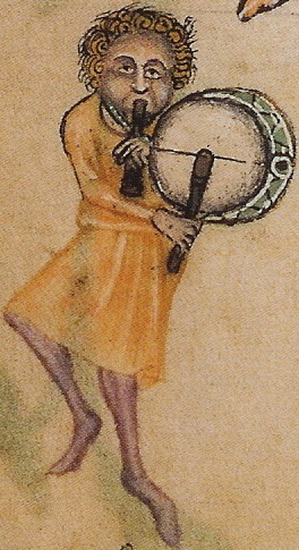
14世紀の太鼓「テイバー」奏者。スナッピーが描かれているのが見える

スナッピー（Snappy）とは、スネアドラム（打楽器）の部品名。ドラムの裏皮にあって、スネアドラム独特の響きを得るものである。日本では他に響き線、蛇腹とも呼ばれる。
スナッピーは、スネアドラムの側面に付けられた「ストレイナー」と「バット」と呼ばれる対の部品によって保持され、ストレーナーの操作によってon/offされる。スナッピーの張力はストレイナーまたはバットに備えられた調整機構を使用して微調整される。
構造は、鉄やステンレス・銅などの金属製のコイルやワイヤーを、金属製のエンドプレートにロウ付けして作られたもので、コイル／ワイヤーの本数は10 - 42本程度であり、中でも16本・20本・24本・42本のコイルを使用したスナッピーが多い。また、60年代以前のラディックの製品には、金属プレートでなく、樹脂製のエンドプレートも存在した。
スナッピーは、スネアサイドヘッドとの当たり方から、「内面当たり」「全面当たり」の2タイプがあり、それぞれに構造の違いが見られる。内面当たりはスナッピーのエンドプレートがドラムのリムより内面に位置し、コイル部分はスネアサイドの全面に接触しないタイプである。全面当たりは、エンドプレートがリムより外側に位置し、コイル部分だけがスネアサイド全面に接触する。全面当たりは、複雑な構造のストレーナーを用いた高級機に多く見られる。ただし近年では、シンプルな構造である内面当たりのスネアの方が圧倒的に多く販売されている。
スナッピーの各コイルの張力を微調整することによって響きをコントロールする方法は70年代のラディックのSuper Sensitiveで見られたが、近年になって、内面当たりのスナッピーで擬似的な張力調整を実現する製品が見られる。米国のFat Cat社はエンドプレートに調整機構を持たせた製品を発売、日本のパール社はエンドプレートの形状を変えた製品を製造販売し、スナッピーを交換することによりコイル中心と両端の張力を変更することが可能である。